# SWIFT-Abkommen
Das SWIFT-Abkommen (vollständig: Abkommen zwischen der Europäischen Union und den Vereinigten Staaten von Amerika über die Verarbeitung von Zahlungsverkehrsdaten und deren Übermittlung für die Zwecke des Programms der USA zum Aufspüren der Finanzierung des Terrorismus) ist ein völkerrechtliches Abkommen zwischen der Europäischen Union und den Vereinigten Staaten, das den Zugriff US-amerikanischer Behörden auf die Daten der SWIFT (Society for Worldwide Interbank Financial Telecommunication) regelt. Eine erste Fassung des Abkommens wurde am 30. November 2009 von den EU-Innenministern im Rat für Justiz und Inneres gebilligt, aber am 11. Februar 2010 mit 378 gegen 196 Stimmen vom Europa-Parlament abgelehnt. Daraufhin wurde eine zweite Fassung erarbeitet, die am 8. Juli 2010 durch das Europäische Parlament gebilligt wurde.
Im Zuge der Überwachungs- und Spionageaffäre 2013 drohte die EU-Kommission den USA mit einem Ende des Abkommens. Nachdem das Europäische Parlament am 23. Oktober 2013 in einer durch das Plenum angenommenen Resolution eine Aussetzung des Abkommens forderte, erklärte Innenkommissarin Cecilia Malmström allerdings, dass das Abkommen einen effektiven Schutz der Rechte der Europäer biete und nicht ausgesetzt werde.

## Geschichte
Die Daten der SWIFT werden von den USA zum Aufspüren von Terrorfinanzierungen im Rahmen des Terrorist Finance Tracking Program (TFTP) ausgewertet. Kritiker, darunter auch das deutsche Bundeskriminalamt und die Bundesanwaltschaft, bezweifeln jedoch den Nutzen.
Um die Daten dem unmittelbaren Zugriff der US-Behörden zu entziehen, wurden zum Jahreswechsel 2009/2010 zentrale SWIFT-Server aus den USA in die Schweiz und die Niederlande verlagert. Angesichts des bevorstehenden Umzuges erhielt die portugiesische EU-Ratspräsidentschaft im Juli 2007 das Mandat zu Verhandlungen mit den USA über ein Abkommen, welches diesen weiterhin Zugriff auf die Daten ermöglichte.
Diese Verhandlungen wurden geheim gehalten, Details wurden erst im Juli 2009 durch einen Leak bekannt. Demnach plante die EU, sensible Informationen zu Fahndungszwecken selbst auszuwerten, um sie auf Anfrage den US-Fahndern zur Verfügung zu stellen. In einem zweiten Schritt wurde ein eigenes Antiterrorprogramm nach dem Vorbild der USA geplant. Der europäische Datenschutzbeauftragte Peter Hustinx warnte vor massiven Eingriffen in die Privatsphäre. Die EU-Kommission erhielt gleichwohl das Mandat, ein neues Abkommen mit den USA zu verhandeln.
Die EU-Innenminister stimmten dem fertigen Abkommen einen Tag vor Inkrafttreten des Vertrags von Lissabon zu. Dies löste zahlreiche Proteste aus, da das Europäische Parlament durch den Vertrag von Lissabon ein Ratifikationsrecht für völkerrechtliche Abkommen der EU erhielt und damit auch an dem SWIFT-Abkommen hätte mitwirken können. Bei der Abstimmung gab es keine Gegenstimmen, es enthielten sich die Innenminister von Deutschland, Österreich, Ungarn und Griechenland. Die deutsche Justizministerin Sabine Leutheusser-Schnarrenberger war gegen das Abkommen und stellte sich offen gegen Innenminister Thomas de Maizière. Kritisiert wurde vor allem der als unzureichend empfundene Datenschutz und der Zugriff auf die Daten auch bei nur geringem, indirektem oder mutmaßlichem Terrorbezug. Weiterhin wurde Wirtschaftsspionage durch die USA befürchtet.
Das Abkommen trat zum 1. Februar 2010 in Kraft und sollte bis zum 31. Oktober 2010 gelten. Ursprünglich war eine Laufzeit von zwölf Monaten vorgesehen. Da allerdings bestimmte Regelungen des Abkommens erst nach dem Inkrafttreten des Vertrags von Lissabon getroffen worden waren, wurde entgegen der ursprünglichen Erwartung der Innenminister ein Zustimmungsvotum des Europäischen Parlaments notwendig. Eine Zustimmung des Parlaments wurde zunächst angenommen, um eine direkte Konfrontation mit den EU-Regierungen und den USA zu vermeiden. Am 11. Februar 2010 wurde das Abkommen jedoch auf Vorschlag der Berichterstatterin Jeanine Hennis-Plasschaert durch das Europäische Parlament mit 378 zu 196 Stimmen abgelehnt. Von Bedeutung waren dabei sowohl inhaltliche Gründe als auch die Verärgerung vieler Parlamentarier über die Umgangsweise des Rats mit dem Parlament. Das Abkommen wurde daraufhin ausgesetzt. Der Finanzdienstleister SWIFT erklärte, es bislang noch nicht angewendet zu haben.
Durch die Ablehnung des Parlaments kam es zu neuen Verhandlungen zwischen der EU-Kommission und den USA. Dabei wurden höhere Datenschutzanforderungen beachtet und ein Recht auf Einsicht und ggf. Korrektur bzw. Löschung der Daten verankert. Die Verhandlungen endeten Mitte Juni 2010. Auch der neue Entwurf stieß bei Parlamentariern zunächst auf Skepsis, schließlich kündigten jedoch die drei größten Fraktionen (EVP, S&D und ALDE) an, mit dem erreichten Kompromiss einverstanden zu sein. Die Fraktion Grüne/EFA lehnte das Abkommen dagegen weiterhin ab.
Das Abkommen wurde am 28. Juni 2010 unterschrieben, nachdem alle 27 EU-Mitgliedsstaaten zugestimmt hatten. Am 8. Juli 2010 wurde es auch vom Europäischen Parlament mit einer breiten Mehrheit gegen die Stimmen von Grüne/EFA und GUE/NGL bestätigt. Es trat am 1. August 2010 in Kraft.
Bei einer Überprüfung der Umsetzung der Vereinbarung durch den Europol Joint Supervisory Body (JSB) Anfang März 2011 stellte dieser fest, dass die Datenschutzanforderungen nicht erfüllt würden und deshalb ernsthafte Bedenken bezüglich der Einhaltung von Datenschutzrichtlinien bestehen. Besonders die teilweise nur mündlich erfolgte Begründung der Anfragen zur Übermittlung von Daten durch US-Behörden mache eine Überprüfung der Vorgänge unmöglich.
Mit 544 Ja-Stimmen, 78 Gegenstimmen und 60 Enthaltungen stimmten die EU-Abgeordneten des Europaparlamentes für eine Suspendierung des SWIFT-Abkommens zur Übermittlung von Bankdaten europäischer Bürger in die Vereinigten Staaten. Das Suspendierungsvorhaben zu Datenübermittlungen in die Vereinigten Staaten bedarf der weiteren Zustimmung der EU-Mitgliedsstaaten.

## Inhalt
Gespeichert werden unter anderem die Namen von Absender und Empfänger einer Überweisung und die Adresse. Diese können bis zu fünf Jahre gespeichert werden, Betroffene werden nicht informiert. Innereuropäische Überweisungen sollten von dem Abkommen nicht erfasst werden, innereuropäische Bargeldanweisungen hingegen schon. Im Februar 2011 wurde bekannt, dass die USA auch Zugriff auf innereuropäische Überweisungen haben, die über das Swiftnet Fin abgewickelt werden. Nur Überweisungen, die über SEPA abgewickelt werden, sind geschützt. Widersprüchlich sind Aussagen, ob die Bankdaten an Drittstaaten weitergegeben werden dürfen. Das großflächige Abgreifen von Daten ist von dem Abkommen nicht gedeckt.